# NGC 3844
NGC 3844 est une galaxie lenticulaire vue par la tranche et située dans la constellation du Lion. NGC 3844 a été découverte par l'astronome prussien Heinrich Louis d'Arrest en 1864.

## Caractéristiques
Sa vitesse par rapport au fond diffus cosmologique est de 7 127 ± 23 km/s, ce qui correspond à une distance de Hubble de 105,1 ± 7,4 Mpc (∼343 millions d'al).

## Amas du Lion
Comme plusieurs des galaxies voisines, NGC 3844  fait partie de l'amas de galaxies du Lion (Abell 1367),.